# Bahar Soomekh
Bahar Soomekh (en persan : بهار سومخ) est une actrice iranienne née le 30 mars 1975 à Téhéran.
Elle est surtout connue pour avoir joué le rôle de Lynn Denlon dans le troisième volet de la série de films Saw (2006).

## Filmographie

### Cinéma

#### Courts métrages
- 2004 : Intermission de Laura Cayouette : une femme

#### Longs métrages
- 2004 : Collision de Paul Haggis : Dorri
- 2004 : A Lousy 10 Grand de Kelly Monteith : Najah
- 2005 : Syriana de Stephen Gaghan : Yassi
- 2006 : Mission impossible 3 de J. J. Abrams : la traductrice de Davian
- 2006 : Saw 3 de Darren Lynn Bousman : Lynn Denlon
- 2007 : Saw 4 de Darren Lynn Bousman : Lynn Denlon

### Télévision

#### Séries télévisées
- 2002 : FBI : Portés disparus : Agent Salman (saison 1, épisode 9)
- 2002 - 2005 : JAG : Jasime (saison 8, épisode 10) / Amira Sattar (saison 9, épisode 20)
- 2005 : 24 heures chrono : Hessa Marwan (saison 4, épisode 12)
- 2005 : Bones : Sahar Masruk (saison 1, épisode 2)
- 2006 : Dernier Recours : Neena Oponi (saison 1, épisode 11)
- 2006 : The Unit : Firefly (saison 2, épisode 1)
- 2006 - 2007 : Day Break : Margo (5 épisodes)
- 2008 : The Oaks : Hollis (pilote non retenu)
- 2008 : Ghost Whisperer : Tricia (saison 4, épisode 6 et 7)
- 2010 : Miami Medical : Vanessa (saison 1, épisode 8)
- 2011 : Castle : Nazihah Alhabi (saison 3, épisodes 16 et 17)
- 2011 : Les Experts : Dr. Sylvia Sloane (saison 12, épisode 10)
- 2012 : Parenthood : Dr. Haryana (saison 4, épisode 3)
- 2014 : Perception : Yael (saison 3, épisode 5)

#### Téléfilms
- 2003 : Naked Hotel de Phil Joanou : La femme en burqa
- 2009 : Lost & Found de Michael Engler : Abigail
- 2012 : Just Like a Woman de Rachid Bouchareb : Soha